# Cordillera de Vilcanota
La cordillera de Vilcanota es una cadena montañosa situada en el sureste del Perú que constituye uno de los ramales meridionales de la cordillera Oriental de los Andes. Es la segunda mayor concentración nevada del Perú, con 469 glaciares en una superficie de 418 km² y un espesor promedio de 28,7 metros de profundidad. La cordillera se extiende a lo largo de unos 120 km por los departamentos de Cuzco y Puno. Alcanza su máxima altitud en el nevado Ausangate, con 6.372 m s. n. m., seguido del Callangate, con 6.110 metros.

## Oronimia
Según Cerrón Palomino, el orónimo provendría del aimara *willka-n uta significando 'casa del Sol'. En aimara, willka es el nombre ritual para 'Sol', uta es 'casa' y el sufijo -n es una forma sincopada del genitivo aimara -na 'perteneciente a alguien o algo'.

## Ubicación geográfica
La cordillera de Vilcanota se encuentra a unos 85 kilómetros al sureste de la ciudad del Cuzco. Está comprendido entre los 13° 27′ y 14° 29′ de latitud Sur, y los 70° 41′ y 71° 20′ de latitud Oeste, atravesando los departamentos del Cusco (provincias de Canchis y Quispicanchi) y Puno (provincia de Melgar). Se extiende en dirección norte por cerca de 80 kilómetros y luego en dirección oeste por cerca de 40 km.

## Glaciares y lagunas

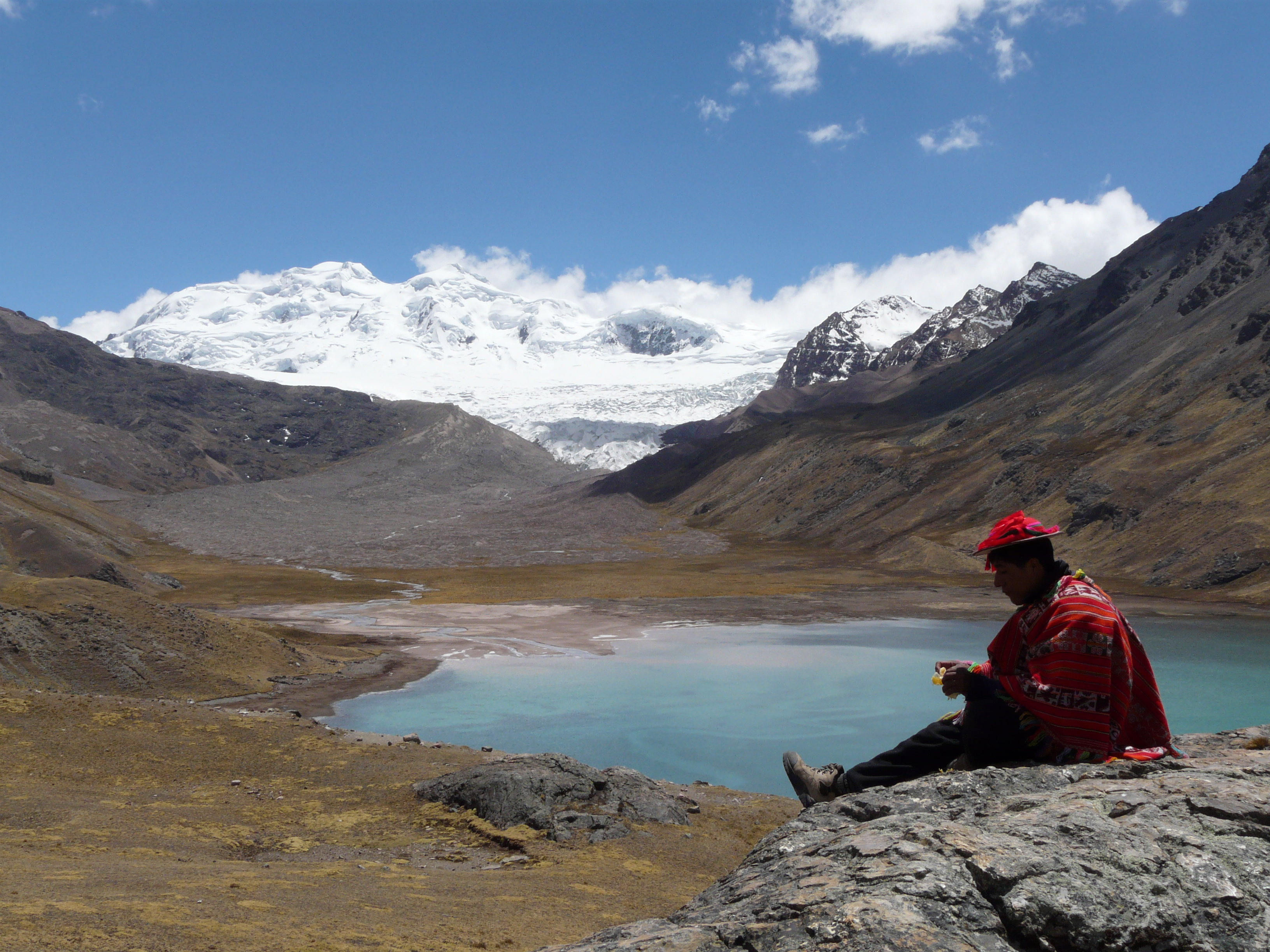
Laguna de Sibinacocha (alt. 5000m), de fondo las Montañas Ausangate.

La cordillera se encuentra cubierta por extensos nevados y glaciares, que en otros tiempos descendían más al sur, sobre la meseta de Sibinacocha, avenada por los afluentes del río Vilcanota. Tiene una superficie glaciar de 418,43 km², siendo el glaciar Quelccaya el más extenso de la cordillera. Existen numerosos valles en forma de U y lagunas de origen glaciar, cerrados por morrenas. Las principales lagunas son: Amayuni, Singrenacocha, Challpacocha, Armaccocha y Sibinacocha, la más grande de la cordillera.

## Hidrología
Esta cordillera da nacimiento a un sistema hidrográfico muy extenso. Por el noroeste, entre los sistemas Ayacachi y central Vilcanota, nace el río Paucartambo, que después se llama Yavero, para llegar como Urubamba al río Tambo, al que convierte en Ucayali a la altura de Atalaya. Por el norte de esta cordillera bajan los ríos Qosñipata y Pilcopata, que descienden al río Madre de Dios al comenzar los límites del parque nacional del Manu. Además, bajan por el oriente los ríos Marcapata y San Gabán, el último de los cuales se une al Inambari para afluir al Madre de Dios. Por el sur de esta cordillera baja desde la laguna Sibinacocha el río Vilcanota, que se acrecienta con los ríos Paria y Santa Rosa para seguir su extenso curso al noroeste por el Valle Sagrado de los Incas.

## Turismo
En esta cordillera es posible apreciar como en ninguna otra la presencia del poblador aborigen con su atuendo característico, que ha conservado junto con sus actitudes personales de apego al suelo y a la tradición. La crianza de extensas manadas de llamas, alpacas, ovejas y vacunos destaca ante el turista, que tiene muchos motivos para captar imágenes tradicionales de interés. En mitad de los recorridos de senderismo resulta mágico observar, entre los roquedales y altos glaciares, la aparición súbita de inquietas vicuñas y escurridizas vizcachas, así como el altivo cóndor sobrevolando las alturas.

## Cumbres más altas
Cubierta por cumbres de nieves perpetuas, la cordillera de Vilcanota alcanza su mayor altitud en el nevado de Ausangate, con 6.372 metros. 
| Nombre        | Altitud (m s. n. m.) | Coordenadas                                  |
| ------------- | -------------------- | -------------------------------------------- |
| Ausangate     | 6.372                | 13°47′18″S 71°13′40″O / -13.78833, -71.22778 |
| Callangate    | 6.110                | 13°43′54″S 71°09′33″O / -13.73167, -71.15917 |
| Chumpe        | 6.106                | 13°43′33″S 71°04′51″O / -13.72583, -71.08083 |
| Alcamarinayoc | 6.102                | 13°41′59″S 71°05′41″O / -13.69972, -71.09472 |
| Jatunhuma     | 6.093                | 13°44′42″S 71°08′12″O / -13.74500, -71.13667 |
| Yayamari      | 6.049                | 13°46′01″S 70°58′55″O / -13.76694, -70.98194 |
| Pachanta      | 5.960                | 13°44′36″S 71°09′50″O / -13.74333, -71.16389 |
| Ccallangate   | 5.950                | 13°42′36″S 71°09′50″O / -13.71000, -71.16389 |
| Huila Aje     | 5.900                | 13°47′05″S 70°58′11″O / -13.78472, -70.96972 |
| Japu Punta    | 5.852                | 13°45′20″S 71°00′18″O / -13.75556, -71.00500 |